# Rucker Park
Greg Marius Court at Holcombe Rucker Park è un playground situato ad Harlem nel distretto di Manhattan, a New York.
Considerato il playground più famoso al mondo, nel corso della sua storia è stato frequentato da varie leggende dello streetball e superstar della NBA.
È intitolato a Holcombe Rucker, direttore delle aree giochi presso la New York City Department of Parks and Recreation. Egli fondò il Rucker Tournament, un torneo per aiutare i ragazzi meno fortunati a stare lontano dalle strade e per cercare di indirizzarli verso una carriera universitaria.

## Storia
Durante gli anni '50, Holcombe Rucker spostò qui il proprio Rucker Tournament, torneo che in precedenza veniva disputato sulla 7th Avenue tra la 128th e la 129th.
La reputazione del torneo crebbe rapidamente al punto tale da iniziare ad attirare le prime stelle, come ad esempio un giovane Wilt Chamberlain. Il Rucker Tournament diventò così un evento a cui assistevano migliaia di persone, accorse per vedere campioni NBA cimentarsi con altri giocatori di strada, alcuni dei quali diventati leggendari con giocate all'insegna dello spettacolo e della spavalderia, uno stile di gioco estraneo alla NBA di allora.
Il parco cambiò denominazione nel 1974, passando dal nome di P.S. 156 Playground (ovvero "playground della Public School 156") a quello attuale di Holcombe Rucker Park, come riconoscimento al lavoro svolto dallo stesso Holcombe Rucker che era deceduto nove anni prima.
A partire dal 1985, il rapper Greg Marius organizzò qui il torneo Entertainer's Basketball Classic, che rappresentò di fatto una fusione tra basket e hip hop e che raccolse l'eredità del torneo Rucker. Il 26 giugno 2017, a pochi mesi di distanza dalla sua morte, a Marius venne intitolato il campo di gioco per mano del sindaco di New York Bill de Blasio.
Nel corso degli anni, il playground è stato calcato da alcuni tra i più grandi giocatori NBA tra cui Wilt Chamberlain, Kareem Abdul-Jabbar, Julius Erving, Kobe Bryant, LeBron James, Kevin Durant e molti altri. Qualche leggenda dello streetball come Rafer Alston (noto con il nickname di Skip 2 My Lou) riuscì a raggiungere la NBA pur senza un'esperienza universitaria di rilievo. Altri giocatori leggendari non riuscirono invece a raggiungere la NBA: fu il caso per esempio di Earl "The Goat" Manigault, spesso considerato lo streetballer probabilmente più forte di tutti i tempi, che ispirò il film televisivo Più in alto di tutti.